# Радек Черний
Радек Черний (чеськ. Radek Černý, нар. 18 лютого 1974, Прага) — чеський футболіст, що грав на позиції воротаря. Згодом — футбольний тренер.
Виступав, зокрема, за клуби «Славія» та «КПР», а також національну збірну Чехії.
Триразовий володар Кубка Чехії. Володар Кубка англійської ліги. 

## Клубна кар'єра
У дорослому футболі дебютував 1994 року виступами за команду клубу «Динамо» (Чеські Будейовиці), у якій провів один сезон, взявши участь у 3 матчах чемпіонату. 
Протягом 1995—1996 років захищав кольори команди клубу «Уніон» (Хеб).
Своєю грою за останню команду привернув увагу представників тренерського штабу клубу «Славія», до складу якого приєднався 1997 року. Відіграв за празьку команду наступні вісім сезонів своєї ігрової кар'єри. Більшість часу, проведеного у складі «Славії», був основним голкіпером команди. За цей час тричі виборював титул володаря Кубка Чехії.
На початку 2005 року був орендований терміном на півтора року англійським «Тоттенгем Готспур», який саме залишив американець Кейсі Келлер, що був незадоволений втратою місця основного голкіпера на користь молодшого Пола Робінсона. Згодом орендний договір Черного був подовжений і загалом він провів у складі «Готспур» три з половиною роки, протягом яких, утім, не зміг нав'язати конкуренцію Робінсону за місце основного воротаря і задовільнявся статусом резервиста і вкрай обмеженим ігровим часом.
У травні 2008 року перейшов до «Квінз Парк Рейнджерс», що на той час змагався у Чемпіоншипі. Спочатку виборов місце основного воротаря КПР, проте поступово втратив його і більшу частину своєї п'ятирічної кар'єри у клубі, що балансував між першим і другим за силою англійськими дивізіонами, знову був запасним голкіпером. 
Завершив професійну ігрову кар'єру на батьківщині у празькій «Славії», до якої 39-річний на той момент гравець приєднався 2013 року і де провів один сезон. Завершивши професійну ігрову кар'єру, залишився у «Славії», де почав займатися підготовкою воротарів у юнацькій команді клубу, а згодом став одним з тренерів воротарів й в основній команді.

## Виступи за збірні
Протягом 1994–1996 років залучався до складу молодіжної збірної Чехії. На молодіжному рівні зіграв в 11 офіційних матчах.
2000 року дебютував в офіційних матчах у складі національної збірної Чехії. Протягом кар'єри у національній команді, яка тривала 3 роки, провів у формі головної команди країни 3 матчі, пропустивши 5 голів.

## Титули і досягнення
- Володар Кубка Чехії (3):

«Славія»:  1997, 1999, 2002
- Володар Кубка англійської ліги (1):

«Тоттенгем Готспур»: 2007-2008